# Maktbalans
Maktbalans är en definition av inom- eller mellanstatliga relationer och intressen utifrån ett makt- och jämviktsperspektiv.
På ett nationellt plan skall dels maktfördelning verka för maktbalans, se vidare maktdelningsprincipen. Dels fungerar olika politiska partier som representanter för olika grupper i samhället, och genom allmänna val är det tänkt att de valda makthavarna skall balansera intressegrupper i proportion till det stöd de har, eller hur stor grupp de representerar.

## Internationell maktbalans
Doktrinen för den internationella rätten grundas på idén att stater har olika mycket makt, att makt är mätbart, och teorins inneboende målsättning är staters oberoende.
Teorin om maktbalansen skapades under antiken med Platon och Polybios, och vidareutvecklades av Niccolò Machiavelli och David Hume. Framför allt grundar den sig på diplomatisk strategi, och söker därigenom undvika krig; i strategin ingår som regel en nationell armé i syfte att avskräcka försök till hegemoni. Senare teorier inbegriper instanser av mellanstatliga koalitioner som ska verka i syfte att avväpna försök till maktövertaganden och därigenom bibehålla en stabil maktbalans – FN tillkom i syfte att verka för detta.
Kritiken mot maktbalansen som doktrin har bestått av tre huvudfrågor:
- Strategin cementerar motsättningar
- Den skapar en oligarki mellan stormakter
- Vidhållandet av rådande ordning hindrar staters naturliga strävan efter ökad makt

Eftersom maktbalansteorins förespråkare vill verka genom att förfina det befintliga systemet, står teorin också i motsatsställning till revolutionära åskådningar.